# Thomas Bellay
Thomas Bellay (* 12. Juli 1960 in München) ist ein deutscher Jurist und war von 2010 bis 2024 Richter am Bundesgerichtshof.

## Leben
Seine Karriere begann er 1989 im höheren bayerischen Justizdienst. Er wurde nach der Probezeit 1992 Staatsanwalt. Von 1993 bis Ende Februar 1994 erfolgte eine Abordnung als Richter kraft Auftrags an das Landgericht Leipzig. Er wurde dann zum Richter am Landgericht Würzburg ernannt und im Dezember 1994 als wissenschaftlicher Mitarbeiter an den Bundesgerichtshof abgeordnet, wo er drei Jahre tätig war. 2001 bis 2003 war er außerdem als wissenschaftlicher Mitarbeiter an das Bundesverfassungsgericht abgeordnet worden, ehe er als Richter an das Landgericht Bamberg abgeordnet wurde und 2004 Staatsanwalt als Gruppenleiter bei der Staatsanwaltschaft Würzburg wurde. 2005 wurde er Oberstaatsanwalt und dann Vorsitzender Richter am Landgericht Würzburg. Am 4. Januar 2010 trat er seinen Dienst als Richter am Bundesgerichtshof an und wurde dem 5. Strafsenat des Bundesgerichtshofs zugewiesen, der sich mit Revisionen aus den Bezirken des Kammergerichts und der Oberlandesgerichte Brandenburg, Braunschweig, Bremen, Dresden, Hamburg und Schleswig befasst. Im Jahr 2017 wechselte Bellay in den 1. Strafsenat, dessen stellvertretender Vorsitzender er zuletzt war und den er auch im Großen Senat für Strafsachen und im Gemeinsamen Senat der Obersten Gerichtshöfe vertrat. Mit Ablauf des 29. Februar 2024 wurde Bellay auf seinen Antrag in den Ruhestand versetzt.